# 안전교육
안전교육(安全敎育)은 사업주가 당해 근로자에게 실시하는 안전에 관한 교육으로 통계적으로 산업재해의 발생이 미숙련자에게 많아 이들에 대한 안전교육은 절실한 문제이다.

## 개요
안전교육은 신입사원에 대한 공정의 특성·금지사항·작업방법상의 주의점을 주입시키는 일반적 교육과, 특수한 작업장에 배치할 때 작업장의 특수성에 대하여 교육시키는 보충교육이 있다. 이러한 교육은 라인부문의 책임하에 실시되어야 하며, 따라서 안전담당관이 훈련을 담당하더라도 훈련내용의 실행에 대한 책임은 라인부문이 된다.

## 같이 보기
- 안전관리 시스템